# Гнесин, Менахем Натанович
Мена́хем Ната́нович Гне́син (1882, Стародуб, Черниговская губерния — 1952, Тель-Авив) — театральный актёр, режиссёр и педагог. Брат писателя Ури-Нисана Гнесина.

## Биография
Родился в Стародубе Черниговской губернии. Детские годы провёл в Почепе, где его отец Йошуа-Нота (Носн) Гнесин (1840—?) был раввином.

### В Палестине
В начале 1900-х гг. выступал вместе с любительской театральной труппой в Яффо, Иерусалиме, крупных поселениях.
Труппа, основанная в 1905 году Хаимом Харари и Гнесиным под названием Ховевей оманут драматит (Поклонники драматического искусства), была преобразована в 1909 году в театральную студию Ха-лахака ха-драматит ха-иврит (Ивритская драматическая труппа).

### В России
С 1912 года Гнесин в России, позднее своё путешествие он описал в мемуарах «Мой путь с ивритским театром». С театром И. Кацнельсона Менахем Гнесин ставил спектакли в Минске, Барановичах, Бобруйске и других городах.
В театре Габима с 1917 года, один из основателей театра.

### В Берлине
Театрон Эрец-Исреэли был создан М. Н. Гнесиным в Берлине. Театр открылся премьерой Белшацар (Валтасар), в Берлине в июне 1924 года. Эту пьесу написал Менахем Гнесин, на основе французского текста Х. Раше.

### В Палестине
В 20-х годах Театр представлял собой две труппы, в том числе Лемаан Габима М. Гнесина. Автор воспоминаний о театральной жизни.

## Театральные работы

### Актёр
- Старшая сестра — Юдель
- Солнце! Солнце! — Шварц
- «Диббук»[англ.] (по С. Ан-скому) — Сендер